# Pierre Bouretz
Pierre Bouretz, né le 24 novembre 1958 à Lille, est un philosophe français, spécialiste de la philosophie allemande et du messianisme.
Pierre Bouretz est directeur d'études à l'École des hautes études en sciences sociales (EHESS), membre du Centre d'études interdisciplinaires des faits religieux. Il a été corédacteur en chef de la revue Esprit.

## Ouvrages
- avec Évelyne Pisier, Le paradoxe du fonctionnaire, Calmann-Lévy, coll. « Liberté de l'esprit », 1988  (ISBN 2702116019)
- La force du droit : panorama des débats contemporains, Esprit, 1991,  (ISBN 2909210022)
- avec François Châtelet, Olivier Duhamel, Évelyne Pisier, Histoire des idées politiques, PUF, coll. « Mémentos Thémis », 3e éd. rev. et augm., 1993  (ISBN 2130451578)
- avec Ronald Dworkin, Prendre les droits au sérieux, PUF, coll. « Léviathan », 1995  (ISBN 2130459080)
- Les promesses du monde : philosophie de Max Weber, Éditions Gallimard, coll. « NRF essais », 1996  (ISBN 2070742504)
- La République et l'Universel, Éditions Gallimard, coll. « Folio histoire », 2002  (ISBN 2070424707)
- avec Marc de Launay et Jean-Louis Schefer, La Tour de Babel, Desclée de Brouwer, 2003  (ISBN 222005165X)
- Témoins du futur : philosophie et messianisme, Paris, NRF Essais Gallimard, 2003, 1249 p.  (ISBN 2070768910)
- Messianisme et philosophie par Alain Finkielkraut et Guy Petidemange, Tricorne, 20e éd., 2004  (ISBN 2829302648)
- Qu'appelle-t-on philosopher ?, Éditions Gallimard, coll. « NRF essais », 2006  (ISBN 2070776557)

sur le Journal de pensée d'Hannah Arendt
- Les Lumières du messianisme, Éditions Hermann, coll. « Le Bel Aujourd'hui », 2009  (EAN 9782705667832)
- 22 variations sur Babel, Éditions Hermann, coll. « Le Bel Aujourd'hui », 2011  (ISBN 2705682201)
- D'un ton guerrier en philosophie : Habermas, Derrida & Co, Éditions Gallimard, coll. « NRF essais », 2011, 572 p.  (ISBN 2070129470)
- Lumières du Moyen Âge. Maïmonide philosophe, Éditions Gallimard, coll. « NRF essais », 2015  (EAN 9782070129485)
- La raison ou les dieux, Éditions Gallimard, coll. « NRF essais », 2021  (EAN 9782070179800)
- Sur Dante, Éditions Gallimard, coll. « NRF essais », 2023  (EAN 9782073038333)